# Xantusia jaycolei
Espèce
Xantusia jaycolei est une espèce de sauriens de la famille des Xantusiidae.

## Répartition
Cette espèce est endémique du Sonora au Mexique.

## Étymologie
Cette espèce est nommée en l'honneur de Charles J. Cole.

## Publication originale
- Bezy, Bezy & Bolles, 2008 : Two New Species of Night Lizards (Xantusia) from Mexico. Journal of Herpetology, vol. 42, n. 4, p. 680-688.